# Lay Lay dans la place
Lay Lay dans la place (That Girl Lay Lay) est une sitcom américaine en 46 épisodes de 22 minutes créée par David A. Arnold et diffusée entre le 23 septembre 2021 et le 20 mars 2024 sur Nickelodeon et à l'international depuis le 21 janvier 2022 sur Netflix.
En France, la série est diffusée depuis le 27 février 2023 sur Nickelodeon France et sur BET et sur MTV et sur Nickelodeon Teen et sur Comedy Central. Elle reste inédite dans les autres pays francophones.

## Synopsis
Sadie, une lycéenne singulière, jongle entre ses cours et un énorme secret lorsque son avatar de fille solaire s'incarne sous les traits de sa formidable amie Lay Lay.

## Distribution

### Acteurs principaux
- Alaya High (en) (VF : Cerise Calixte) : Lay Lay
- Gabrielle Nevaeh Green (VF : Anaïs Delva) : Sadie Alexender
- Tiffany Daniels (VF : Aurélie Konaté) : Trish
- Thomas Hobson (en) (VF : Jean-Baptiste Anoumon) : Bryce Alexender
- Peyton Perrine III (VF : Thomas Sagols) : Marky Alexender

### Anciens acteurs principaux
- Caleb Brown (VF : Maxime Baudouin) : Jeremy (saison 1)

### Acteurs récurrents
Introduits dans la saison 1
- Andrea Barber (VF : Natacha Muller) : Principal Willingham
- Christine Rodriguez (VF : Juliette Poissonnier) : Ms Calloway
- Sean Philip Glasgow (VF : Martin Faliu) : Têtaclac (Lugnut en VO)
- Kensington Tallman (VF : Lila Lacombe) : Tiffany Highlander
- Ishmel Sahid (VF : Jhos Lican) : Woody
- Lony'e Perrine (VF : Annie Milon puis Déborah Claude) : Deacon Gladys
- Roz Ryan (VF : Cathy Cerdà) : Velma
- Emma Winnick (VF : Clara Soares) : Bria Hawkins
- Graydon Yosowitz (VF : Tony Marot) : Grayden

#### Introduits dans la saison 2
- Elijah Cooper (VF : Simon Koukissa-Barney) : Cobo
- Archer Vattano (VF : Benjamin Bollen) : Scoot

### Invités

#### Introduits dans la saison 1
- David A. Arnold (VF : Jean-Paul Pitolin) : le pasteur Brown
- Dylan Gilmer (VF : Kaycie Chase) : Young Dylan
- Natalie Lander (VF : Clara Quilichini) : Maggie, le clown
- Pyper Braun (VF : Clara Quilichini) : Brandy Willingham
- Josh Banday (VF : Mohad Sanou) : M. Patcher
- Kym Whitley (en) (VF : Maïk Darah) : Coiffeuse
- Jon Beavers (VF : Donald Reignoux) : Noodles
- Tara Perry (VF : Marie Chevalot) : Serena
- Kate Flannery (VF : Brigitte Berges) : Mitzy

#### Introduits dans la saison 2
- Sanai Victoria (VF : Mélissa Berard) : Jasmine
- Joey Bragg (VF : Arthur Raynal) : Phone Repairer
- Darryl McDaniels (VF : Rody Benghezala) : lui-même
- Patricia Belcher (VF : Coco Noël) : Flo, la grand-mère
- Gregg Daniel (VF : Thierry Desroses) : Alexander, le grand-père
- Travis Wolfe Jr. (VF : Jonathan Gimbord) : Gabe Alexander
- Napiera Groves Boykin (VF : Corinne Wellong) : Emily Alexander
- Menik Gooneratne (VF : Anouck Hautbois) : Sophia Fugazi
- Celina Smith (VF : Bianca Tomassian) : Rebecca Wilson
- Brittany Ross (VF : Clara Soares) : Kyres
- Miia Harris (VF : Jaynélia Coadou) : Alana Winter
- Parvesh Cheena (VF : Michel Mella) : M. Kimes

 Source et légende : version française (VF) sur RS Doublage

## Production

### Développement
La série a été créée par David A. Arnold, qui sert également de showrunner, et est produite par Will Packer Productions.
Le 18 mars 2021, la série a été commandée par Nickelodeon pour treize épisodes, avec pour vedette Alaya High, autrement connue sous le nom de Lay Lay.
La production de la série a commencé à l'été 2021. David A. Arnold, Will Packer, Carolyn Newman, John Beck et Ron Hart sont producteurs exécutifs,.
Le 2 juillet 2021, il a été annoncé que Gabrielle Nevaeh Green dans le rôle de Sadie, Peyton Perrine III dans le rôle de Marky, Tiffany Daniels dans le rôle de Trish, Thomas Hobson dans le rôle de Bryce et Caleb Brown dans le rôle de Jeremy ont tous rejoint la distribution principale.
Le 26 août 2021, il a été annoncé que la série serait diffusée le 23 septembre 2021.
Le 28 janvier 2022, la série est renouvelée pour une deuxième saison de treize épisodes,.
La deuxième saison sera diffusée à partir du 14 juillet 2022, et sera ajoutée sur Netflix le 23 février 2023.
Le 19 mars 2024, il a été annoncé que la série se terminait après deux saisons.

### Fiche technique
Sauf indication contraire, les informations mentionnées dans cette section peuvent être confirmées par la base de données cinématographiques IMDb,  présente dans la section « Liens externes ».
- Titre original : That Girl Lay Lay
- Titre français : Lay Lay dans la place
- Création : David A. Arnold
- Réalisation : Wendy Faraone et Jody Margolin
- Scénario : Randi Barnes, Angel Hobbs, John D. Beck et Ron Hart
- Musique :
  - Compositeur(s) : Wendell Hanes
  - Compositeur(s) de musique thématique : Wendell Hanes et Jasmine Hanes
  - Thème d'ouverture : Who's Coming Out The App? par Alaya High
- Production :
  - Producteur(s) : Toy Monique Hawkins et Julie Tsutsui
  - Producteur(s) exécutive(s) : David A. Arnold, Ron Hart, John D. Beck, Will Packer et Carolyn Newman
- Société(s) de production : Nickelodeon Productions
- Pays d'origine :  États-Unis
- Langue d'origine : Anglais
- Format :
  - Format image : 720p (HDTV)
  - Format audio : 5.1 surround sound
- Genre : Comédie
- Durée : 22-23 minutes
- Date de première diffusion :
  - 23 septembre 2021 sur Nickelodeon
  - 21 janvier 2022 sur Netflix
- Classification : déconseillé aux moins de 7 ans

Adaptation
Version française
- Société de doublage : ECLAIR V&A
- Direction artistique : Laurence Sacquet
- Adaptation des dialogues : Sarah Taffin
- Mixage audio : Jean-Christophe Bork
- Gestion de projet : Laura Ciman

 Source et légende : version française (VF) sur RS Doublage

## Épisodes
| Saison | Saison | Épisodes | États-Unis        | États-Unis      |
| Saison | Saison | Épisodes | Début de saison   | Fin de saison   |
| ------ | ------ | -------- | ----------------- | --------------- |
|        | 1      | 13       | 23 septembre 2021 | 9 décembre 2021 |
|        | 2      | 33       | 14 juillet 2022   | 20 mars 2024    |

### Saison 1 (2021)
| No | #  | Titre français                                    | Titre original                                | Première diffusion | Code prod. |
| -- | -- | ------------------------------------------------- | --------------------------------------------- | ------------------ | ---------- |
| 1  | 1  | Sortie de l'appli                                 | Out the App                                   | 23 septembre 2021  | 101        |
| 2  | 2  | Pas vrai Lay Lay ?                                | Lay Lay Lies Lies                             | 30 septembre 2021  | 102        |
| 3  | 3  | Un kart de fille                                  | You-Go-Girl-Kart                              | 7 octobre 2021     | 103        |
| 4  | 4  | Lay Lay la Légendaire                             | Lay Lay the Legendary                         | 14 octobre 2021    | 105        |
| 5  | 5  | Lay Laylloween                                    | Ha-Lay-Lay-Ween                               | 21 octobre 2021    | 110        |
| 6  | 6  | Le son BoomBox                                    | BoomBox Burger Bop                            | 28 octobre 2021    | 106        |
| 7  | 7  | A-Lay-Lay-luia !                                  | Ha-Lay-Lay-Lujah                              | 4 novembre 2021    | 111        |
| 8  | 8  | Dylan dans la place (cross-over avec Young Dylan) | That Dude Dylan (cross-over avec Young Dylan) | 11 novembre 2021   | 108        |
| 9  | 9  | Chez Mozzarella Heads                             | Mozzarella Heads                              | 11 novembre 2021   | 107        |
| 10 | 10 | L'aventure échevelée de Lay Lay et Sadie          | Lay Lay & Sadie's Big Hair Adventure          | 18 novembre 2021   | 104        |
| 11 | 11 | De la place pour Lay Lay                          | Make Room for Lay Lay                         | 25 novembre 2021   | 109        |
| 12 | 12 | Fa-la-la-la-la-la-la-Lay Lay                      | Fa-La-La-La-La-La-La-Lay-Lay                  | 2 décembre 2021    | 112        |
| 13 | 13 | Mamie Fae Fae et Lay Lay                          | Granny Fae Fae & Lay Lay                      | 9 décembre 2021    | 113        |

### Saison 2 (2022-2024)
| No   | #  | Titre français                                            | Titre original                                                              | Première diffusion | Code prod. |
| ---- | -- | --------------------------------------------------------- | --------------------------------------------------------------------------- | ------------------ | ---------- |
| 1415 | 12 | On dirait un bug : 1re partieOn dirait un bug : 2e partie | Ain't That a Glitch: Part IAin't That a Glitch: Part II                     | 14 juillet 2022    | 201202     |
| 16   | 3  | Les Burger Games                                          | The Burger Games                                                            | 21 juillet 2022    | 203        |
| 17   | 4  | La beauté cachée de Lay Lay                               | Lay Lay's Beauty Shop Day Day                                               | 28 juillet 2022    | 204        |
| 18   | 5  | Lay Lay cherche la petite bête                            | Lay Lay Gets a Pet Pet                                                      | 4 août 2022        | 205        |
| 19   | 6  | Réa-Lay-Lay-té ou fiction ? (cross-over avec Young Dylan) | Dylan and Rebecca's Cleve-Land-Land Adventure (cross-over avec Young Dylan) | 15 septembre 2022  | 210        |
| 20   | 7  | Réunion de fami-Lay-Lay                                   | Fami-Lay-Lay-Reunion                                                        | 22 septembre 2022  | 207        |
| 21   | 8  | Punchlines                                                | Bars                                                                        | 29 septembre 2022  | 206        |
| 22   | 9  | Dans la peau de Lay Lay                                   | Freaky Fri-Day-Day                                                          | 13 octobre 2022    | 208        |
| 23   | 10 | La danse en Lay-ne                                        | Lay Lay's Line Line Dance Dance                                             | 20 octobre 2022    | 209        |
| 24   | 11 | Faites la fête avec Lay Lay                               | Lay Lay's Par-Tay-Tay                                                       | 27 octobre 2022    | 212        |
| 25   | 12 | Zelda dans la place                                       | How Zelda Got Her Groove Back Back                                          | 15 décembre 2022   | 213        |
| 26   | 13 | Une appli inaccomplie                                     | The App Came Back                                                           | 25 décembre 2022   | 211        |
| 27   | 14 | Titre en français inconnu                                 | The Packer Packer Bowl                                                      | 16 février 2023    | 217        |
| 28   | 15 | Titre en français inconnu                                 | Sorori-Tay-Tay                                                              | 23 février 2023    | 216        |
| 29   | 16 | Titre en français inconnu                                 | Beastie Pie                                                                 | 2 mars 2023        | 214        |
| 30   | 17 | Titre en français inconnu                                 | A Place to Lay Lay Your Head                                                | 9 mars 2023        | 215        |
| 31   | 18 | Titre en français inconnu                                 | Bring It On                                                                 | 16 mars 2023       | 218        |
| 32   | 19 | Titre en français inconnu                                 | Lay Lay's Little Little                                                     | 23 mars 2023       | 219        |
| 33   | 20 | Titre en français inconnu                                 | Judge Lay Lay                                                               | 30 mars 2023       | 220        |
| 34   | 21 | Titre en français inconnu                                 | Lay Lay Gets Ready to Rumble Rumble                                         | 6 avril 2023       | 222        |
| 35   | 22 | Titre en français inconnu                                 | Ask Away-Way with Lay Lay                                                   | 13 avril 2023      | 223        |
| 36   | 23 | Titre en français inconnu                                 | All I Want for Christmas is Lay Lay                                         | 20 décembre 2023   | 221        |
| 37   | 24 | Titre en français inconnu                                 | Those Girls Lay Lay                                                         | 19 février 2024    | 224        |
| 38   | 25 | Titre en français inconnu                                 | Sooth-Sadie                                                                 | 21 février 2024    | 225        |
| 39   | 26 | Titre en français inconnu                                 | Lay Lay Goes Away-Way                                                       | 28 février 2024    | 226        |
| 40   | 27 | Titre en français inconnu                                 | Out the App 2: E-Lay-Lay-tric Boogaloo                                      | 28 février 2024    | 227        |
| 41   | 28 | Titre en français inconnu                                 | Granny Fae Fae's Back to Play Play                                          | 6 mars 2024        | 228        |
| 42   | 29 | Titre en français inconnu                                 | School of Rap                                                               | 6 mars 2024        | 231        |
| 43   | 30 | Titre en français inconnu                                 | One Mo Bo                                                                   | 13 mars 2024       | 229        |
| 44   | 31 | Titre en français inconnu                                 | Adventures in Parent-Sitting                                                | 13 mars 2024       | 230        |
| 45   | 32 | Titre en français inconnu                                 | Powers to the People                                                        | 20 mars 2024       | 233        |
| 46   | 33 | Titre en français inconnu                                 | Toothaches and CHOFMA Breaks                                                | 20 mars 2024       | 232        |

## Audiences
| Saison | Épisodes | Lancement         | Lancement       | Fin de saison     | Fin de saison   |
| Saison | Épisodes | Date de diffusion | Téléspectateurs | Date de diffusion | Téléspectateurs |
| ------ | -------- | ----------------- | --------------- | ----------------- | --------------- |
| 1      | 13       | 23 septembre 2021 | 270 000         | 9 décembre 2021   | 230 000         |
| 2      | 33       | 14 juillet 2022   | 250 000         | 20 mars 2024      | NC              |